# Coelolepidae
Famille
Les Coelolepidae sont une famille fossile d'agnathes thélodontes qui vivaient pendant le Silurien.

## Liste des genres
Selon Paleobiology Database (2 avril 2024) :
- †Larolepis Sansom & Elliott, 2002
- †Thelodus Agassiz, 1839
- †Turinia Traquair, 1896

## Classification
La famille des Coelolepidae a été créée en 1856 par Christian Heinrich von Pander (1794-1865).
Pour GBIF cette famille est un synonyme de la famille des Thelodontidae Jordan, 1905 et elle ne comporte aucun sous-taxon.